# Theodorus Frederik van Capellen

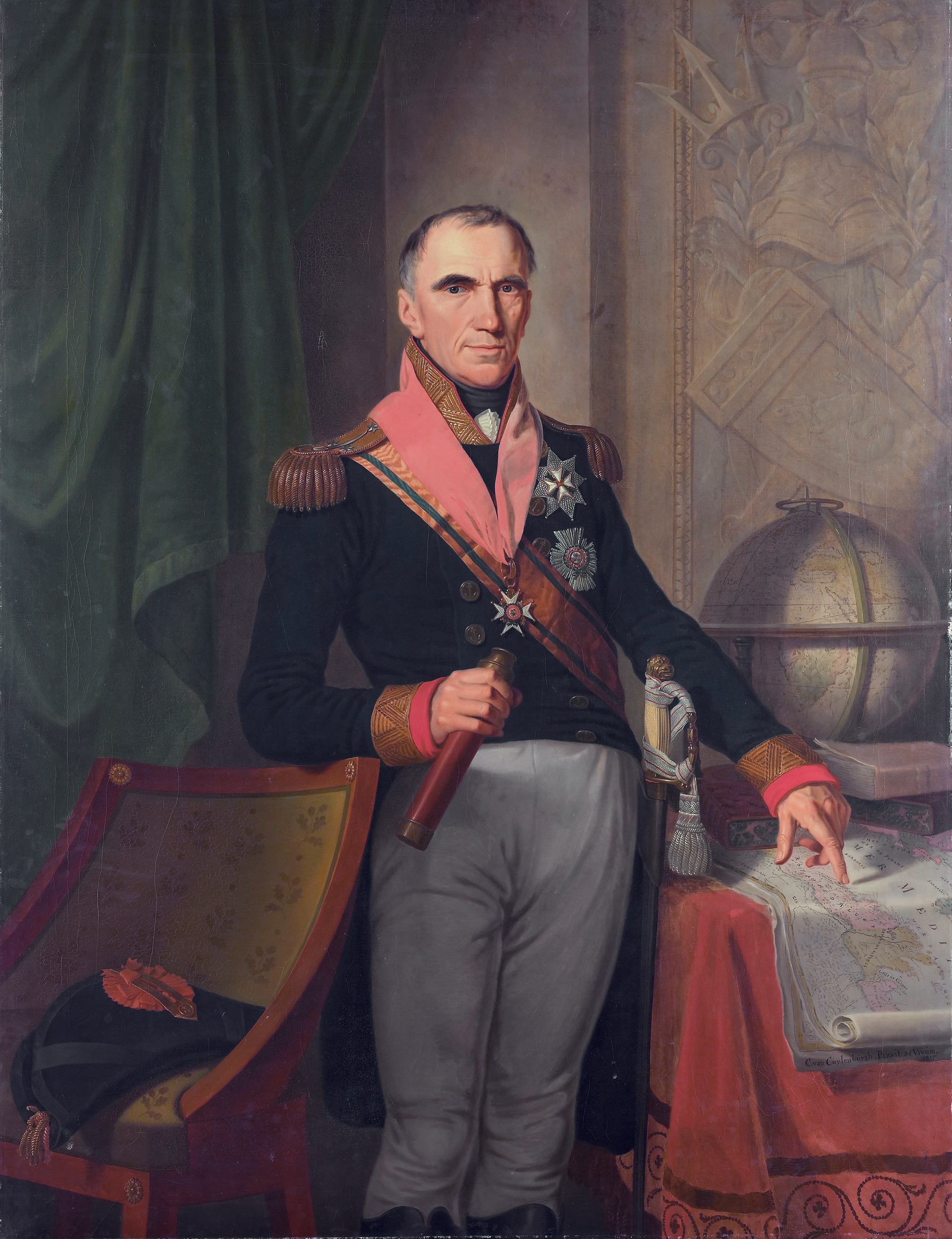
Theodorus Frederik van Capellen,
von Cornelis van Cuylenburgh

Baron Theodorus Frederik van Capellen (* 6. September 1762 in Nimwegen; † 15. April 1824 in Brüssel) aus dem Adelsgeschlecht derer von Capellen war ein holländischer Seeoffizier.

## Leben
Van Capellen war ein Sohn des Staatsbeamten Alexander van Capellen (1713–1772) und dessen zweiter Frau Maria Louisa (geborene de Pagniet; 1720–1766). Er trat 1772 als Fähnrich in den holländischen Marinedienst ein und nahm an Reisen ins Mittelmeer und an Gefechten im Ärmelkanal, in der Nordsee und an der Küste Afrikas teil. Im Jahr 1778 war er als Offizier auf einem Kriegsschiff in Westindien eingesetzt und wurde zum Leutnant ernannt. Als Oberleutnant wurde er auf die Fregatte De Briel versetzt und nahm am 30. Mai 1781 an einem Gefecht zwischen seinem Kapitän Gerardus Oorthuys und Thomas Pakenhamm (1757–1836), dem englischen Kapitän der Fregatte The Crescent, teil, in dem er sich durch hervorragende Führung auszeichnete, was ihm zum Tragen von zwei Schulterstücken (niederländisch verlof kreeg om twee schouderstukken te dragen) berechtigte. Zugleich wurde er unmittelbar nach der Schlacht zum Leutnant und 1782 zum Hauptmann und Kommandanten der Fregatte Ceres ernannt, mit der er mehrere Züge an der flämischen Küste und in der Nordsee unternahm.

## Unter eigenem Kommando
1783 wurde van Capellen Kapitän und erlitt beinahe Schiffbruch, als er bei einer Überführung von Landsleute, die als Kriegsgefangene in Kingston upon Hull festgehalten worden waren, in einen heftigen Sturm geriet. Um ein Kentern des Schiffes zu verhindern ließ er Großmast gefällt werden und eine heftige Windböe warf den Besanmast von Bord. Er ließ die Anker fallen, um das Schiff festzusetzen, damit es nicht an die niederländischen Küste gespült werden konnte. Der Sturm nahm weiter zu und eine gewaltige Welle, die von der Steuerbordseite über das Deck hereinbrach, riss die Hälfte der Geschützbatterie sowie die Ruderpinne und drei der Rettungsboote mit sich ins Meer. Kapitän der Capellen, sein Leutnant und die Steuerleute, die sich auf dem Deck befanden, wurden von den Beinen gerissen und das Wasser im Inneren des Schiffes stieg bedenklich an. Die Mannschaft war teilweise schwer verletzt und es gab mehrere Personen die Knochenbrüche erlitten und verarztet werden mussten. Nachdem sich der Sturm gelegt hatte, lichteten sie den Anker, manövrierten das havarierte Schiff näher an die Küste und setzten Notschüsse ab, um Hilfe herbeizurufen. Doch es kamen keine Boote und so trieben sie drei Tage lang steuerlos an der Küste umher. Endlich wurden sie von einigen Lotsenboote entdeckt und ins Schlepptau genommen, doch ein wieder zunehmender Wind brachte sie erneut in Bedrängnis. Das Fazit dieser unglücklichen Überfahrt waren 40 Verletzte, drei Tote. Das Schiff hatte zwei Masten, neunzehn Kanonen und drei Anker verloren und war damit vollkommen unbrauchbar geworden.
Van Capellen erhielt ein neues Kommando auf dem Kutter Weps und wurde 1785 zur Verstärkung der Flotte des Konteradmirals Jan Hendrik van Kinsbergen ins Mittelmeer abkommandiert, da sich das Gerücht verbreitet hatte, dass Venedig mit einem Krieg drohe und bereits eine mächtige Flotte ausgerüstet hätte. Er diente von 1788 bis 1789 im Mittelmeer im Geschwader von Kapitän Jan Schreuder Haringman und erhielt das Kommando über die mit 44 Kanonen bestückte Fregatte Castor und wurde gemeinsam mit Kapitän Bouricius, der die Pallas befehligte, nach Gibraltar entsandt, um die Aktivitäten der Marokkaner zu beobachten. Von dort segelte van Capellen mit seiner Fregatte nach Tripolis, wo er sich erfolglos an der Behebung von Streitigkeiten beteiligte. Zwischen 1792 und 1793 befehligte er mehrere Kanonenboote und half das Hollandsche Diep vor einer Invasion durch die Franzosen zu beschützen. Anschließend wurde van Capellen dem Geschwader von Konteradmiral Pieter Melvill van Carnbee (1743–1826) zugeteilt und segelte auf dem mit 50 Kanonen ausgerüsteten Schiff Delft ins Mittelmeer. Von dort kehrte er im August 1794 in die Heimat zurück.

## Kapitulationsverhandlungen
Anfang 1795 war van Capellen in Vlissingen, wo die Verhandlungen über eine Kapitulation der linken Division der Flotte des Landes mit dem französischen General Claude Ignace François, Baron de Michaud stattfanden. Als diese beendet waren, kam es zu einem Aufruhr unter den Seeleuten. 3.000 Mann verweigerten ihren Dienst und verlangten eine angemessene Bezahlung. Daher wurde van Capellen vom Konteradmiral Haringman und dem französische General Jean-Victor Moreau mit zwei Unteroffizieren nach Den Haag entsandt, um die Geldmittel zu beschaffen. Den Seeleuten war, um die Unruhen beizulegen, ihre Entlassung und Bezahlung zugesagt worden, so dass sie zunächst Gehorsam versprachen, jedoch nach der Abreise der Gesandten wieder aufbegehrten. Abraham Louyssen, ein großzügiger Mann aus Vlissingen, streckte daraufhin 100.000 Gulden vor und die Lage beruhigte sich wieder.
Mit der Auflösung des Marinekorps 1795 wurde Van Capellen entlassen und kehrte erst im Jahr 1798 in den Dienst des Landes zurück. Er erhielt das Kommando über ein Kriegsschiff und wurde dem Oberbefehl des Generalleutnants Herman Willem Daendels unterstellt, der mit seiner Flotte an der irischen Küste landen sollte. Als Englische Truppen 1799 in Nordholland einfielen, kommandierte er die Washington, auf dem sich auch der Konteradmiral Story befand. Er wurde aufgrund der Kapitulation (Kapitulation im Vlieter) seines Geschwaders in Abwesenheit von einem Kriegsgericht zum Tode verurteilt.

## Letzte Jahre

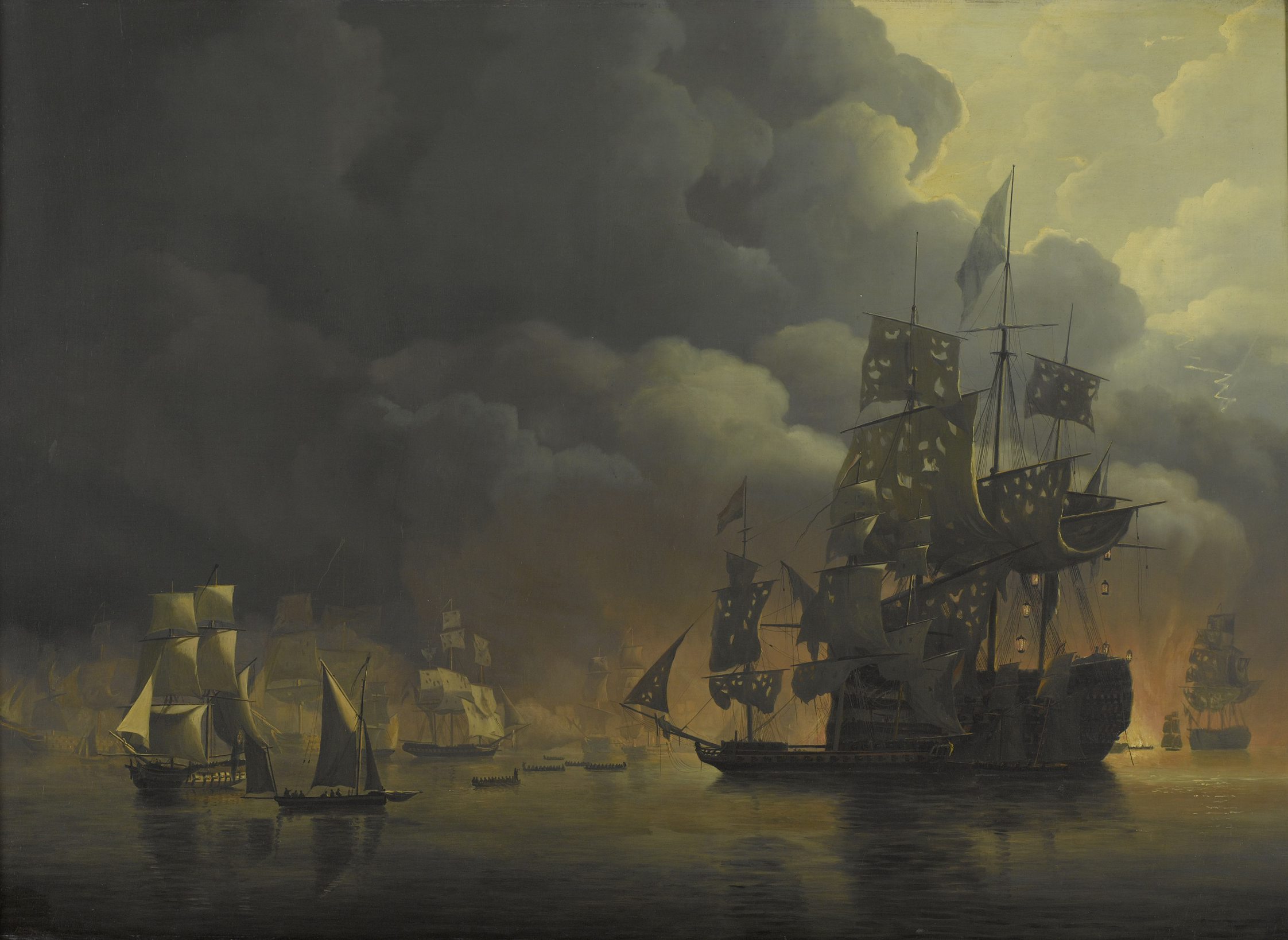
De Engels-Nederlandse vloot onder Lord Exmouth en vice-admiraal Jonkheer Theodorus Frederik van Capellen …

Nach der Rückkehr des Prinzen von Oranien 1813 kehrte auch er nach Holland zurück, wurde Vizeadmiral und erhielt den Auftrag, die holländischen Kolonien in Ostindien von den Briten zu übernehmen.
Als von Seiten Algiers die niederländische Flagge beleidigt worden war und es zudem dort zahlreiche christliche Sklaven gab, übernahm van Capellen am 17. Oktober 1815 von Konteradmiral Tulleken das Kommando über das Mittelmeergeschwader, unternahm im Juni 1816 eine Rekognoszierung des algierischen Hafens und vereinigte sich im August mit der britischen Flotte unter Lord Exmouth zur Bombardierung Algiers. Er war beteiligte mit dem ihm unterstellten Geschwader an der Seeschlacht, der Verbrennung der algerischen Flotte und der Befreiung der christlichen Gefangenen. Die Verluste des niederländischen Geschwaders, das aus den Schiffen Melampus, Eendragt, Frederica Sophia Wilhelmina, Dageraad, Diana und Amstel bestand, wurden mit 13 Toten und 52 Verwundeten beziffert, die englischen Truppen hatten 128 Tote und 690 Verwundete zu beklagen.
Nach seiner Rückkehr und seiner ehrenhaften Entlassung aus dem Militärdienst im Jahr 1818 lebte van Capellen in Brüssel. Er wurde 1822 zum Hofmarschall des Prinzen Wilhelm von Oranien ernannt, starb im April 1824 und wurde auf dem Friedhof von Saint Gilles beigesetzt.

## Auszeichnungen (Auswahl)
- Durch königlichen Erlass vom 21. August 1815, Nr. 78, wurde van Capellen das Adalsprädikat Jonkheer verliehen[3]
- 1816: Großkreuzes des Militär-Wilhelms-Ordens durch König Wilhelm I., für seinen Mut in der Schlacht bei Algier
- 4. Oktober 1816: Kommandeurskreuz des Order of the Bath durch den König von England, für seinen Mut in der Schlacht bei Algier[4]
- 1816: besondere Ehrung und Ehrenschwert durch den öffentlichen Dank des Parlaments, veranlasst durch Wilhelm IV., Herzog von Clarence, Großadmiral von England.

## Familie

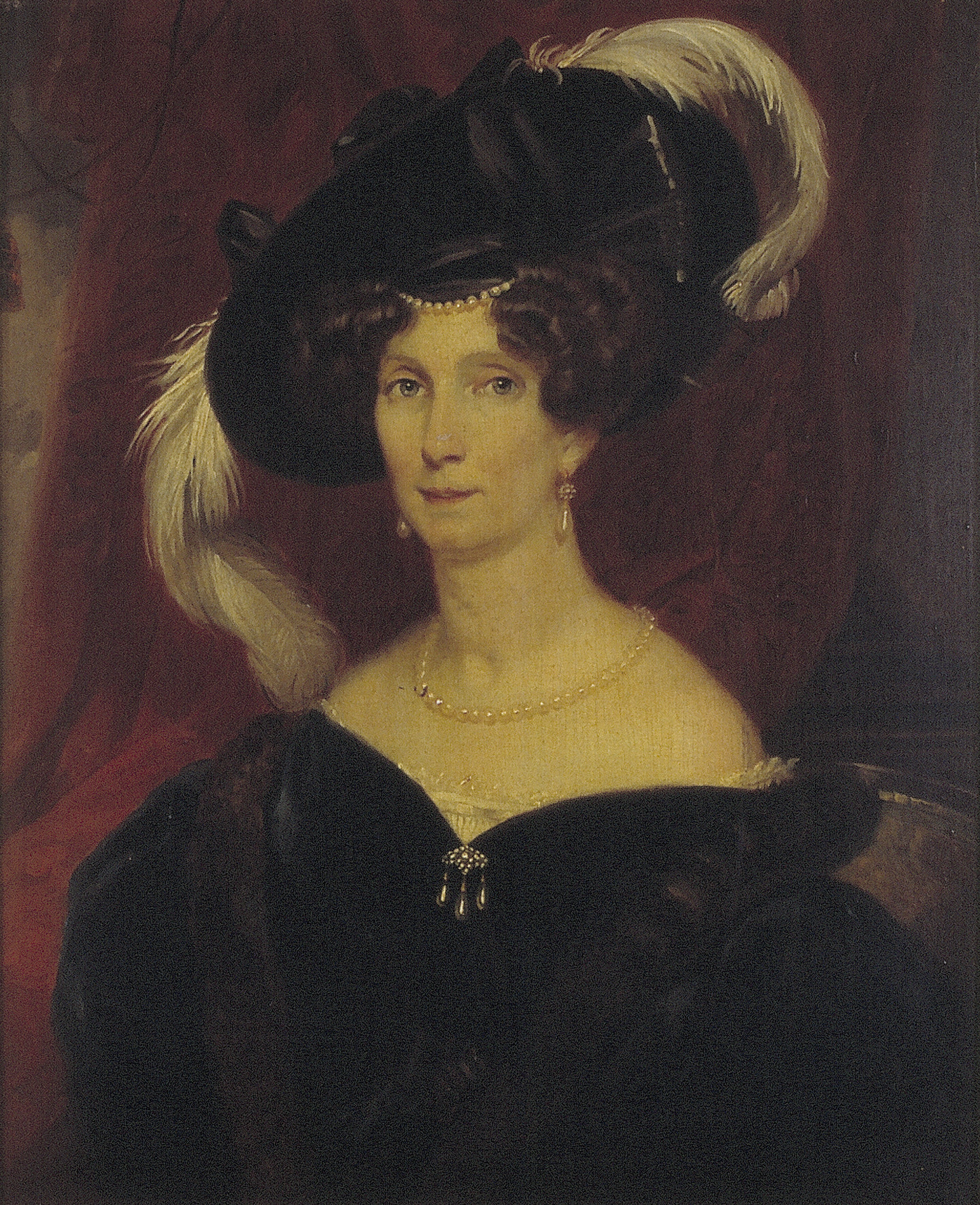
Petronella de Lange (1779–1835)

Van Capellen war mit Petronella (geborene de Lange; 1779–1835) verheiratet, mit der er 10 Kinder hatte:
- Sarah Maria van Capellen (* 1807 – 12. Juli 1889) ⚭  14. April 1852 mit William Robertson Sandbach (7. März 1813 – 25. September 1891)[5]
- Henriette Marie Louise van Capellen (1796–1863)
- Maayke Anna van Capellen (1797–1836)
- Jemina Frederika van Capellen (1804 – 17. Juni 1864)
- Charles Henri Frederic van Capellen (1809–1886)
- Adriane Davida Charlotta van Capellen (1812–1864)
- Petronellaa Anna Mary Catharina van Capellen (1814–1848)
- Frederica van Capellen (1816–1824)
- Theodorus van Capellen (1816–1880)
- Jules Henri van Capellen (1818–1899)

Seine Familie geht auf einen Ahnen Antoon van Capelle, heer van Midoog en Westerhuysen zurück, der 1530 geboren wurde. Das Geschlecht ist mit dem Jahr 1899 ausgestorben.
Das 1817 von Cornelis van Cuylenburgh gemalte Porträt van Capellens befindet sich im Rijksmuseum in Amsterdam. Ebenso das Schlachtengemälde mit dem Titel: De Engels-Nederlandse vloot onder Lord Exmouth en vice-admiraal Jonkheer Theodorus Frederik van Capellen stelt de Algerijnse fortificaties buiten gevecht, 27 augustus 1816, das N. Baur 1618 anfertigte, sowie ein Porträt seiner Frau aus dem Jahr 1835 und eines von van Capellen um 1815, angefertigt von Jakob Josef Eeckhout.